# Mierzym
Mierzym – wieś w Polsce, w województwie zachodniopomorskim, w powiecie koszalińskim, w gminie Świeszyno. Jest miejscowością sołecką.
Według regionalizacji fizycznogeograficznej Mierzym leży na obszarze megaregionu Pozaalpejska Europa Środkowa, prowincji Nizina Środkowoeuropejska, podprowincji Pojezierza Południowobałtyckie, makroregionu Pobrzeże Koszalińskie (313.4), mezoregionu Równina Białogardzka (313.42). Kondracki i Richling zaklasyfikowali mezoregion do typu wysoczyzn młodoglacjalnych przeważnie z jeziorami, w większości o charakterze gliniastym, falistym lub płaskim.

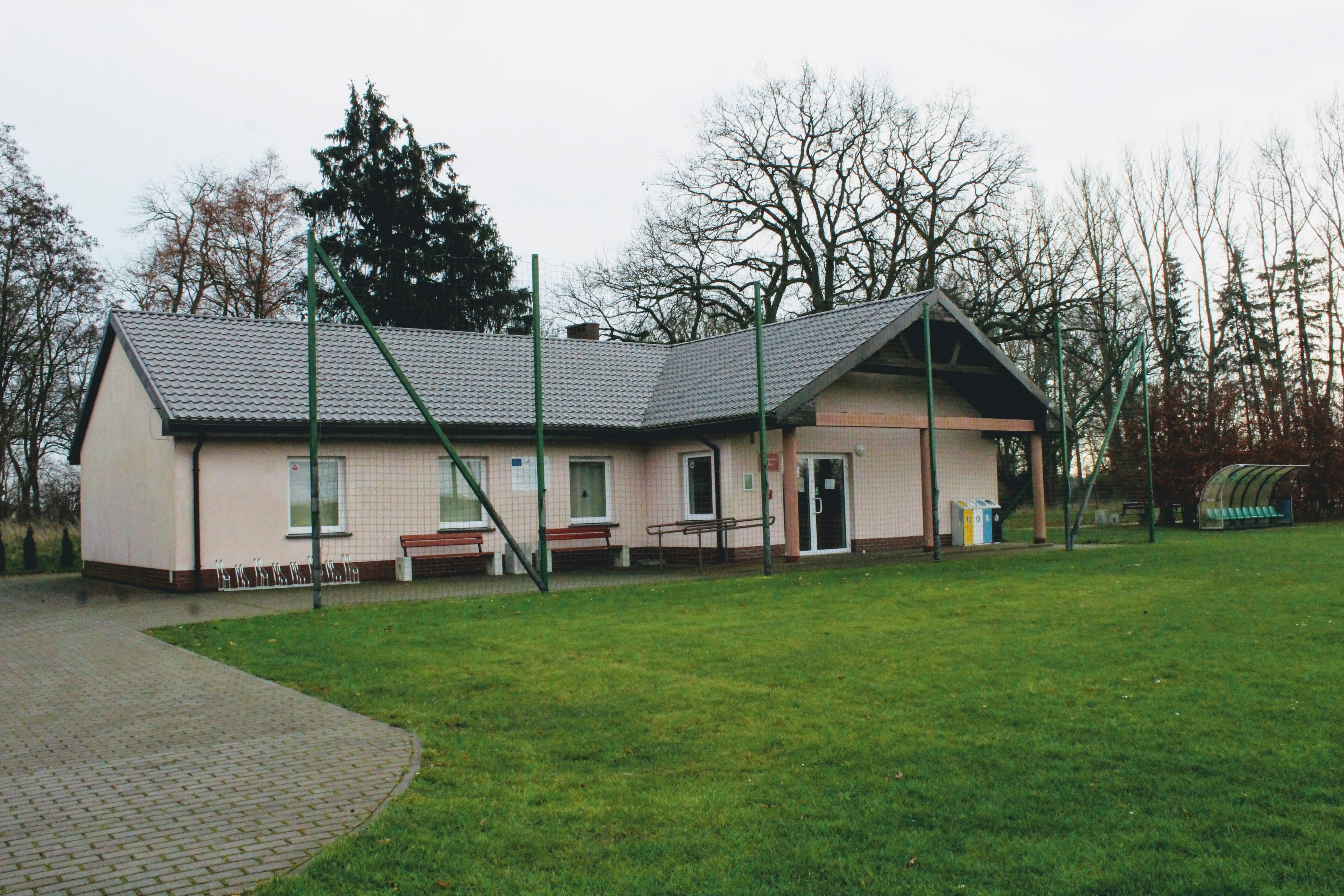
Świetlica wiejska w Mierzymiu

Polska nazwa Mierzym została nadana 1 lipca 1947 zgodnie z Rozporządzeniem Ministrów Administracji Publicznej i Ziem Odzyskanych o przywróceniu i ustaleniu urzędowych nazw miejscowości, zastępując niemieckie Mersin. W latach 1975–1998 miejscowość administracyjnie należała do województwa koszalińskiego.
31 grudnia 2015 we wsi mieszkały 224 osoby. 8 października 2012 liczyła 240 osób.
W Mierzymiu znajduje się park dworski z pierwszej połowy XIX wieku, wpisany do rejestru zabytków 11 października 1980 pod poz. 1133 na podstawie decyzji nr Kl.IV-5340/46/80. W wojewódzkiej ewidencji zabytków znajduje się zespół folwarczny oraz stodoła przy budynku mieszkalnym nr 11. Z obszaru miejscowości do rejestru zabytków wpisane są także 24 stanowiska archeologiczne.
W miejscowości od 1967 funkcjonuje ochotnicza straż pożarna. Gospodarstwo rolne prowadzi tu Instytut Hodowli i Aklimatyzacji Roślin Państwowego Instytutu Badawczego (oddział w Boninie). Do dyspozycji mieszkańców jest świetlica wiejska. Infrastrukturę sportowo-rekreacyjną tworzą m.in. plac zabaw i boiska do piłki nożnej i siatkowej.
1 stycznia 1989 0,06 ha wsi włączono do Koszalina.